# Тунтор
Тунтор — река в России, протекает в Осинском и Бардымском районах Пермского края. Устье реки находится в 20 км по правому берегу реки Тулва. Длина реки составляет 53 км, площадь водосборного бассейна 642 км².
Исток находится в Осинском районе, в центральной части Тулвинской возвышенности, на южных склонах горы Маяк (403 м НУМ) в 8 км к северу от посёлка Искирский. Исток находится на водоразделе с бассейнами Пизьмы и Чусовой. В верховьях до впадения Восточного Тунтора называется также Северный Тунтор.
Река течёт на юго-запад, затем поворачивает на запад. На значительном протяжении образует границу между Осинским и Бардымским районами. На реке стоят деревни Щипа, Шабарка, Нижний Чекур, Росстани, Нижняя Чермода. Ширина в среднем и нижнем течении около 10 метров. Впадает в Тулву у села Усть-Тунтор.

## Притоки (км от устья)
- 7 км: река Чермода (пр)
- 12 км: река Искирь (лв)
- 17 км: река Чёкур (пр)
- 24 км: река Шермейка (лв)
- река Щипа (пр)
- река Малиновка (лв)
- река Кувья (лв)
- 34 км: река Кузя (пр)
- река Ермия (лв)
- река Багильда (пр)
- река Восточный Тунтор (лв)

## Данные водного реестра
По данным государственного водного реестра России относится к Камскому бассейновому округу, водохозяйственный участок реки — Кама от Камского гидроузла до Воткинского гидроузла, речной подбассейн реки — бассейны притоков Камы до впадения Белой. Речной бассейн реки — Кама.
По данным геоинформационной системы водохозяйственного районирования территории РФ, подготовленной Федеральным агентством водных ресурсов:
- Код водного объекта в государственном водном реестре — 10010101012111100014936
- Код по гидрологической изученности (ГИ) — 111101493
- Код бассейна — 10.01.01.010
- Номер тома по ГИ — 11
- Выпуск по ГИ — 1